# Euphaedra (Gausapia) judith
Euphaedra (Gausapia) judith es una especie de  Lepidoptera, de la familia Nymphalidae,  subfamilia Limenitidinae, tribu Adoliadini, pertenece al género Euphaedra, subgénero (Gausapia).

## Localización
Esta especie de Lepidoptera se encuentran distribuidas en Guinea, Liberia, Sierra Leona,  y Costa de Marfil, (África).